# Daïra de Hussein-Dey
Pour les articles homonymes, voir Hussein Dey (homonymie) et Dey.
La daïra d'Hussein Dey est une daïra de la wilaya d'Alger dont le chef-lieu est la ville éponyme d'Hussein-Dey.

## Walis délégués
Le poste de wali délégué de la wilaya déléguée de Hussein Dey a été occupé par plusieurs personnalités politiques nationales depuis sa création.
| N° | Wali délégué             | Début             | Fin               |
| -- | ------------------------ | ----------------- | ----------------- |
| 01 | Belkacem Hamdi           | 2 août 1997       | 22 août 1999      |
| 02 | Ahmed Maâbed             | 13 août 2000      | 17 août 2004      |
| 03 | Aboubekr Seddiq Bousetta | 17 août 2004      | 30 septembre 2010 |
| 04 | Mohamed Salamani         | 30 septembre 2010 | 24 octobre 2013   |
| 05 | Abdelillah Soufi         | 24 octobre 2013   |                   |
| 06 |                          | 22 juillet 2015   | 25 août 2021      |
| 07 | Youcef Bagriche          | 25 août 2021      | 6 septembre 2023  |
| 08 | Nadjia Nassib            | 6 septembre 2023  | en cours          |

## Communes
La daïra d'Hussein Dey est constituée de quatre communes :
1. El Magharia
2. Belouizdad
3. Hussein Dey
4. Kouba

## Cimetières
- Cimetière de Kouba (Djebana Sidi Garidi)

### Personnalités liées à la daïra
- Brahim Boushaki (1912-1997), théologien et indépendantiste algérien qui habitait à Kouba.